# Northwest Arctic megye
Northwest Arctic megye az Amerikai Egyesült Államok, Alaszka államának egyik megyéje. Székhelye és legnagyobb városa Kotzebue. Lakosainak száma 7793 fő (2020. április 1.). Northwest Arctic megye North Slope, Yukon-Koyukuk Census Area és Nome Census Area megyékkel határos.

## Népesség
A megye népességének változása:
| Lakosok száma | 7531 | 7711 | 7724 | 7685 | 7752 | 7793 |
|               | 2010 | 2011 | 2012 | 2013 | 2015 | 2020 |